# Kim Hye-ri
Kim Hye-ri (koreanisch 김혜리; * 25. Juni 1990 in Südkorea) ist eine südkoreanische Fußballspielerin. Seit 2010 ist sie A-Nationalspielerin ihres Landes.

## Karriere

### Vereine
Von 2011 bis 2013 spielte Kim für den Seoul WFC. Danach wechselte sie 2014 zu Incheon Hyundai Steel Red Angels.

### Nationalmannschaft
Zwischen 2008 und 2010 spielte Kim für die südkoreanische U-20 tätig. Seit 2010 spielt sie für die Südkoreanische Fußballnationalmannschaft der Frauen als Abwehrspielerin. Sie nahm an den Weltmeisterschaften 2015, 2019 und 2023 teil. Bisher absolvierte sie 130 Länderspiele. Ihr bisher einziges Tor erzielte sie beim 15:0-Rekordsieg gegen Guam am 12. November 2014 in der zweiten Qualifikationsrunde zur Fußball-Ostasienmeisterschaft der Frauen 2015.

## Erfolge
- Zypern-Cup-Finalist 2017